# Tunnel du Pfänder
Le tunnel du Pfänder est un tunnel routier autrichien sur l'autoroute A14 Rheintal/Walgau servant à éviter la traversée de la ville de Brégence, chef-lieu du Vorarlberg. 
Le tunnel est constitué de deux tubes comprenant chacun deux voies de circulation. Le tunnel est long de 6,718 km et relie Brégence à Lochau, près de la frontière germano-autrichienne. Il passe sous le Pfänder, haut de 1 062 mètres.
En 2009, le tunnel a été emprunté par 28 936 personnes par jour en moyenne.
Le tunnel est exploité par ASFiNAG, un concessionnaire autoroutier grâce au système de vignettes autoroutières en vigueur en Autriche.

## Historique
- 1974 : Début de la construction du premier tube (tube Est)
- 10 décembre 1980 : Ouverture du premier tube
- 1984 : Ouverture de la bretelle permettant l'accès à l'A14 depuis Brégence
- 26 avril 2006 : Début de la construction d'un pont au niveau du portail Sud
- Janvier 2007 : Fin de la construction du pont
- 8 septembre 2008 : Début de la construction du second tube (tube Ouest)
- Novembre 2009 : Fin du creusement du second tube
- 26 juin 2012 : Ouverture du second tube et début de la rénovation du premier tube

### Prévisions
- Fin 2013 : Fin de la rénovation et passage en 2*2 voies

## Caractéristiques techniques du tunnel
- Tunnel Est : 6 718 mètres de longueur
- Tunnel Ouest : 6 583 mètres de longueur
- Hauteur autorisée : 4,7 mètres
- Largeur de la chaussée : 7,5 mètres (voies de 3,75 mètres)
- Type de ventilation : Transversale complète

### Sécurité dans le tunnel
- 54 niches pour extincteurs (Extincteurs et hydrants) : tous les 106 mètres
- 40 bornes d'appel d'urgence (bornes SOS et extincteurs) : tous les 212 mètres
- 7 zones d'arrêt : tous les 848 mètres
- Dalle de béton comme trottoir (ininflammable)
- Marquages d'évacuation
- Rameaux de communication : tous les 410 mètres environ
- Tunnel éclairé par LED (drive-in, drive-through et éclairage de secours)
- Système de radiodiffusion dans le tunnel pour l'info-trafic, les secours et le personnel d'exploitation
- Véhicules d'intervention dédiés

## Tarification
Depuis le 1er septembre 2008 et jusqu'à la fin de la modernisation du tunnel (2013 environ), les automobilistes empruntant la portion de l' A14 d'environ 23 km jusqu'à la frontière allemande, incluant le tunnel du Pfänder et la traversée de Brégence, doivent, en plus de posséder la vignette normale en vigueur sur le réseau autoroutier autrichien (valable 10 jours, 2 mois ou 1 an), posséder la vignette spéciale Korridorvignette valable uniquement sur cet axe et pendant seulement 24 heures.

## Accident de 1995
Le 10 avril 1995 à 08:40, un automobiliste italien se réveille dans le tunnel au volant de son véhicule à la suite d'un micro-sommeil. Un grave accident dans lequel l'automobiliste italien se met en travers de la voie opposée et provoque une collision frontale avec un camion-remorque. Quatre voitures prirent feu à la suite de la collision, une famille de trois personnes a perdu la vie et quatre autres personnes ont été blessées. La camionnette de la famille de trois personnes s'est retrouvée coincée entre la paroi du tunnel et une autre voiture. Les passagers de la caravane ont été projetés à environ 30 mètres en arrière. À cause de la chaleur, le plafond du tunnel a été très gravement touché et s'est effondré.
Depuis l'accident, de nombreuses collisions ont eu dans d'autres tunnels tels que le tunnel du Mont-Blanc, le 24 mars 1999, et dans le tunnel routier du Gothard, le 24 octobre 2001. Selon un test effectué en 2003 par l'ÖAMTC, un club automobile autrichien, la modernisation du tunnel a grandement amélioré la sécurité des installations et les infrastructures.

## Construction du second tube

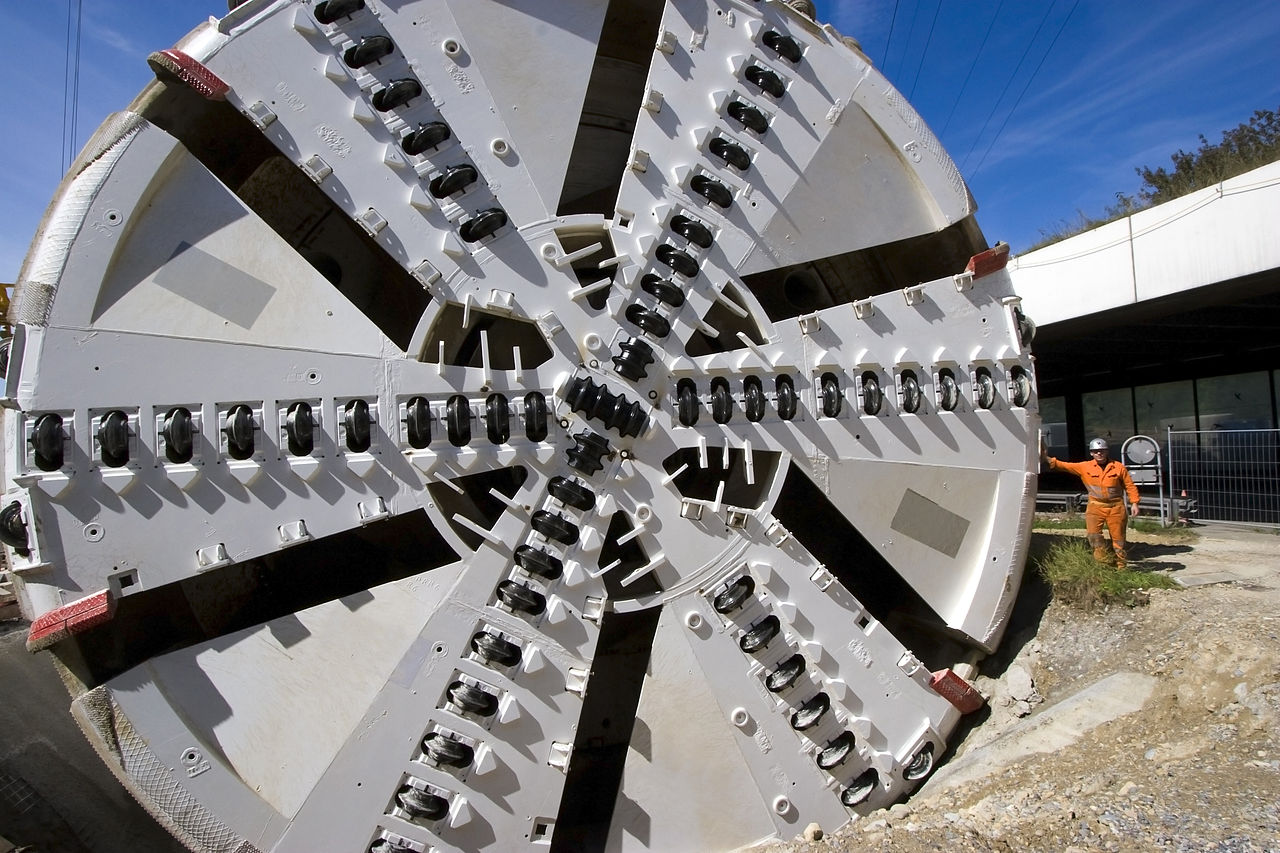
Vue de la roue de coupe du tunnelier lors des travaux du second tube

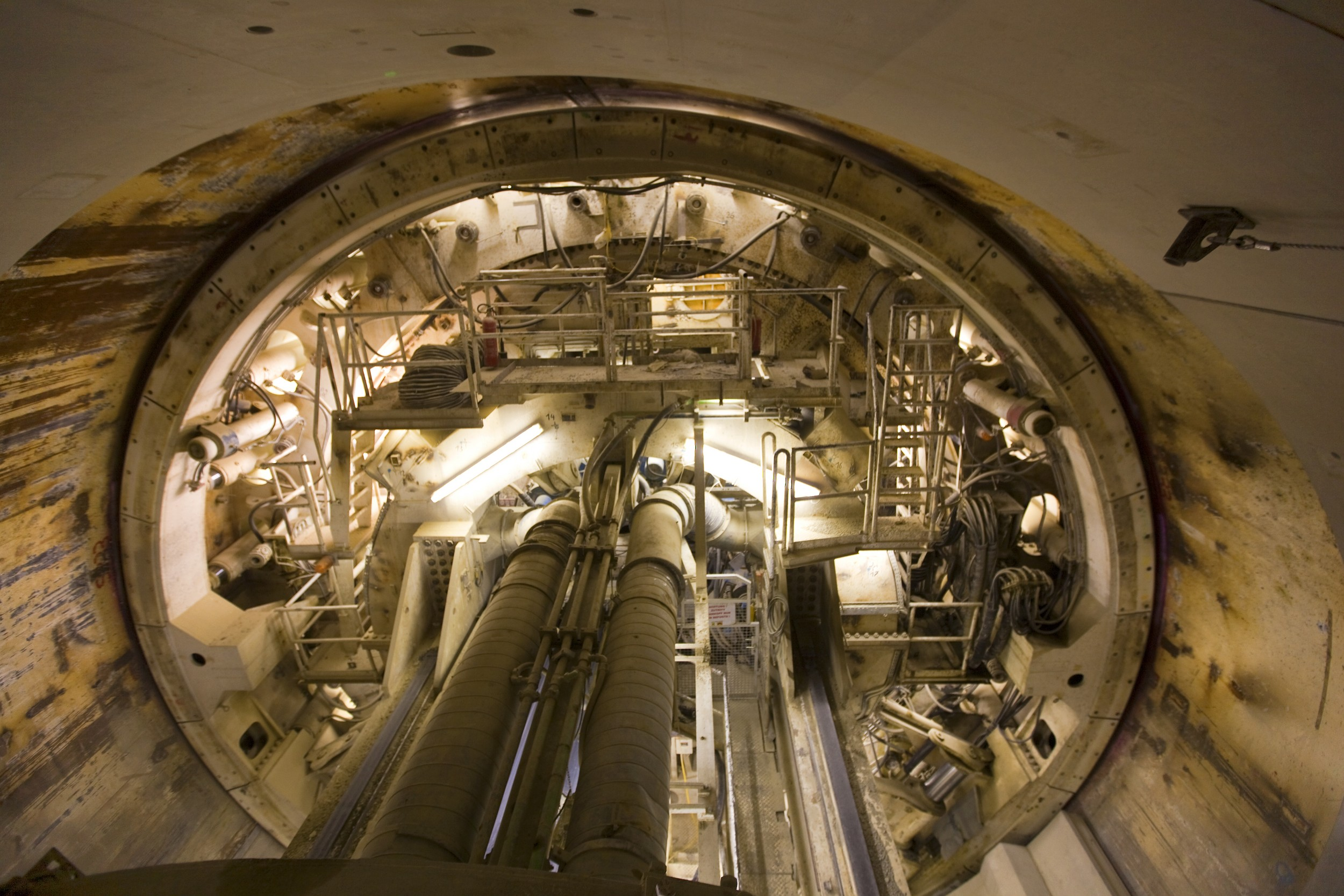
Vue de la tête du tunnelier lors des travaux du second tube

Depuis les premières études de faisabilité du tunnel, la présence d'un second tube est envisagée. À la suite d'un manque de moyens financiers, celui-ci ne sera pas réalisé dans l'immédiat.
Les premiers travaux liés au second tube ont eu lieu entre septembre 2006 et novembre 2007, soit 26 ans après l'ouverture du tunnel. Ces travaux constituent en la construction d'un pont au niveau du portail Sud afin de franchir les bretelles d'accès. La construction, à proprement parler, du second tube a débuté le 8 septembre 2008 après quelques analyses géologiques. La fin du creusement a lieu en novembre 2009 avec trois mois de creusement par suite de problèmes géologiques.
Le tunnel, d'un diamètre de 12 mètres, a été creusé à la vitesse moyenne de 20 mètres par jour. Les raccordements, nécessaires en matière de sécurité, ont été réalisés par dynamitage conventionnel.
L'aménagement du tunnel aura duré 23 mois pour l'installation des infrastructures routières, de la ventilation, de l'éclairage ainsi que de la radio. Le percement du portail Sud du tunnel réalisé à la main ainsi que le coulage du béton pour la plateforme inférieure.   
Le second tube du tunnel a été ouvert à la circulation le 26 juin 2012. Le premier tube sera fermé pendant un an environ pour une remise aux normes ainsi qu'une rénovation afin d'avoir les mêmes équipements et technologies dans les deux tubes. Le coût total des opérations s'élève à 205 millions d'euros (rénovation du tube Est comprise).